# مونتی (آیووا)
مونتی (به انگلیسی: Monti) یک منطقهٔ مسکونی در ایالات متحده آمریکا است که در شهرستان بیوکانان، آیووا واقع شده‌است.